# Djabe
Djabe – węgierska grupa muzyczna, założona w roku 1995 w Budapeszcie, wykonująca muzykę będącą połączeniem jazzu oraz world music.

## Historia
Grupa została założona pod koniec 1995 roku przez Andrasa Siposa oraz Attila Égerháziego, który jest aktualnie gitarzystą oraz głównym kompozytorem. Od tamtego czasu zespół współpracował z wieloma zagranicznymi muzykami, wśród których znalazły się takie osoby jak: Steve Hackett, Gulli Briem, John Nugent czy Malik Mansurov.
Nazwa grupy jest słowem pochodzącym z języka akan i oznacza „wolność”.

## Skład zespołu[1]
- Ferenc Kovács – trąbka, skrzypce, wokal
- Attila Égerházi – gitara, perkusja
- Zoltán Kovács – pianino, keyboard
- Tamás Barabás – gitara basowa
- Szilárd Banai – instrumenty perkusyjne

## Dyskografia[3]
- Djabe (1996)
- Witchi Tai To (1998)
- Ly-O-Lay Ale Loya (1999)
- Lay-A-Loya (1999)

- Tour 2000 (2000)
- Update (2001)
- Táncolnak a kazlak (2003)
- Unplugged at the New Orleans (2003)
- Gödöllô, 2001. június 23. (2004)
- Slices of Life / Életképek (2005)
- Message from the Road (2007)
- Köszönjük Sipi! (2007)
- Take On (2008)
- Djabe/Steve Hackett: Sipi emlékkoncert – Sipi Benefit Concert (2009)
- In the Footsteps of Attila and Genghis (2011)
- Djabe 15 – 15th Anniversary Concert (2011)
- Down and Up (2012)
- Summer Storms & Rocking Rivers (2013)
- Forward (2014)
- Djabe/Steve Hackett/Gulli Briem/John Nugent: Live in Blue (2015)
- 20 Dimensions (2016)